# Myartsevaia
Myartsevaia is een geslacht van vliesvleugeligen uit de familie Encyrtidae. De wetenschappelijke naam van dit geslacht is voor het eerst geldig gepubliceerd in 2010 door Noyes.

## Soorten
Het geslacht Myartsevaia omvat de volgende soorten:
- Myartsevaia chrysopae (Crawford, 1913)
- Myartsevaia limeirae (Myartseva, 2004)
- Myartsevaia melos Noyes, 2010
- Myartsevaia sibyna Noyes, 2010